# Cornelius Burgh
Cornelius Burgh (* um 1590 in Köln; † um 1639 in Erkelenz) war ein deutscher Jurist, Organist und Komponist des Frühbarock.

## Leben
Cornelius Burgh studierte in Köln Jura und Musik. Von 1616 bis 1618 war er im Dienste der Mönchengladbacher Benediktiner an der Münsterkirche
als Organist angestellt. Im Jahre 1618 heiratete er in Mönchengladbach Eva Aredtz und zog mit ihr nach Erkelenz, wo er als Notar, Anwalt und als Organist an der Pfarrkirche St. Lambertus tätig war. Seine beiden Töchter Catharina (* 1618) und Anna (* 1621) wurden in Erkelenz geboren.
Wegen seines Hauptberufes begann Burgh erst spät zu komponieren. 1626 legte er seine aus 20 dreistimmigen geistlichen Konzerten bestehende Sammlung Liber primus concertum ecclesiasticorum vor. In seiner 1630 erschienenen Sammlung Hortus Marianus von 25 vierstimmigen, geistlichen Konzerten, verwendet er ausschließlich marianische Texte. Als Vorbild galten die der damals in Italien auflebenden Monodie und der beginnenden Generalbassmusik verbundenen Werke von Komponisten wie Claudio Monteverdi, Lodovico Grossi da Viadana oder Alessandro Grandi. Burghs Werke fanden im Rheinland und den spanischen Niederlanden Verbreitung.

## Neuauflagen und Literatur
- Cornelius Burgh: Geistliche Konzerte zu vier Stimmen, hrsg. von Karlheinz Höfer in der Reihe Denkmäler rheinischer Musik. Düsseldorf 1957.
- Karlheinz Höfer: Cornelius Burgh (um 1590–1638), Band 1: Leben und Werk. Italienische Monodie und Geistliches Konzert im Rheinland. Berlin 1993 ISBN 3-87537-256-5
- Karlheinz Höfer: Concerti ecclesiastici. Cornelius Burgh und seine Zeitgenossen. 1999 (CD mit Booklet). ISBN 3-934115-02-0

## Ehrungen
In Erkelenz wurde 1985 das Mädchengymnasium in eine koedukative Schule umgewandelt und gleichzeitig nach dem Komponisten in Cornelius-Burgh-Gymnasium umbenannt. Schon zwei Jahre zuvor gründete sich im Heimatverein der Erkelenzer Lande e.V. ein Kammerchor, der sich seinen Namen gab.